# Калверт, Денис
Денис Калверт (нидерл. Denijs Calvaert, или Caluwaert, итал. Dionisio Fiammingo — Дионизио Фламандец); около 1540, Антверпен — 17 марта 1619, Болонья) — фламандский художник академического направления, родом из Антверпена; рисовальщик и живописец. Большую часть своей жизни он прожил в Италии, где был известен как «Дионизио Фьямминго», или просто «Il Fiammingo» (Фламандец). Изучал историю, классическую архитектуру и пластическую анатомию. Известен рисунками и миниатюрными живописными изображениями на меди.
Творчество Дениса Калверта также относят к периоду маньеризма болонской школы.

## Биография
После обучения пейзажной живописи в мастерской Кристиана ван Квикборна в Антверпене, Калверт отправился в Болонью, где в школе Просперо Фонтаны изучал анатомию тела человека, «освоив её настолько, что отказался от своего фламандского стиля в пользу итальянского».
Из Болоньи в 1572 году он отправился в Рим, где помогал Лоренцо Саббатини в его работах для папского дворца: Капеллы Паолина и Царского Зала (Sala Regia) в Ватикане. Он посвятил много времени копированию и изучению произведений Рафаэля Санти и других художников Высокого Возрождения.
В конце концов, в 1574 году Калверт вернулся в Болонью, открыл там собственную школу, среди учеников которой были Доменикино, Франческо Альбани, Гвидо Рени, Джованни Баттиста Бертузио, которые вскоре последовали примеру Аннибале Карраччи и получили видные заказы в Риме. Виченцио Готти, Франческо Джесси и Джакомо Семенца также работали в его студии, прежде чем присоединиться к студии Гвидо Рени. Винченцо Спизанелли и Габриэлло Феррантини также работали под руководством Калверта.
Денис Калверт пользовался таким уважением, что после его смерти Лодовико Карраччи устроил торжественные похороны в церкви Сервитов в присутствии всех учеников Академии.

## Особенности творчества
Калверт в духе своего времени относился к своей профессии с научных позиций: он изучал анатомию, архитектуру, историю. Под его влиянием сложилась соперничавшая с ним в Болонье школа братьев Карраччи. Многие его произведения были переведены в гравюры, и главным среди гравёров был Аннибале Карраччи.
В живописных произведениях Калварт обычно использовал эффекты светотени, заимствованные у Корреджо. Особенности колорита также отражают влияние Федерико Бароччи. Продолжая следовать эстетике маньеризма на протяжении всей своей творческой жизни, Калверт внёс значительный вклад в развитие классицизма, который стал характеризовать болонскую школу живописи с начала XVII века. Он был также выдающимся художником-педагогом.
Его произведения можно увидеть в музеях Болоньи, Флоренции, Парижа, Санкт-Петербурга, Пармы, Мадрида, Нью-Йорка. Некоторые из его картин были утрачены во время Второй мировой войны, но сохранились офорты с этих произведений.

## Галерея

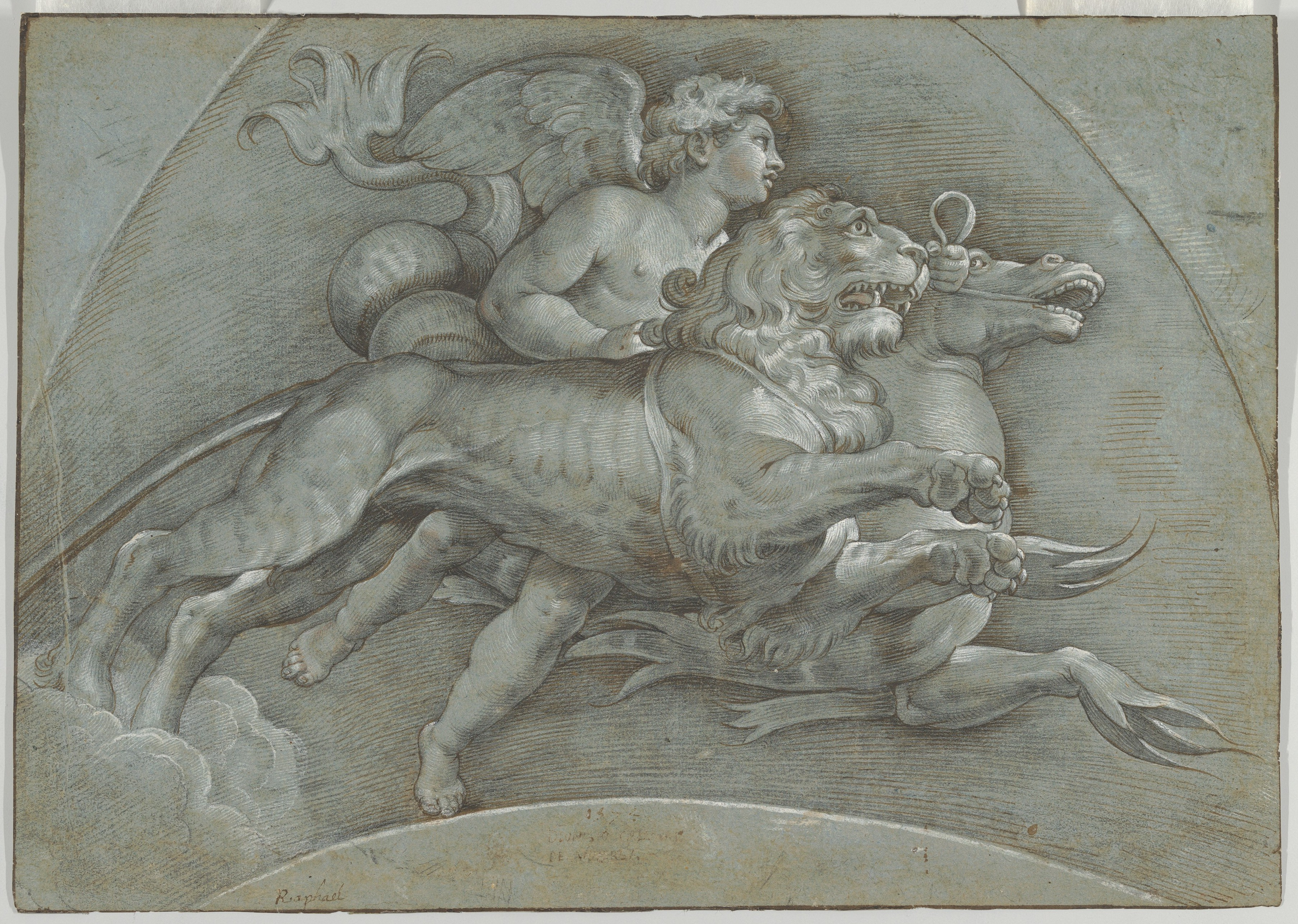
Путто на гиппокампе и льве. По оригиналу Рфаэля. Голубая бумага, уголь, перо, тушь, белила. 1574. Метрополитен-музей, Нью-Йорк
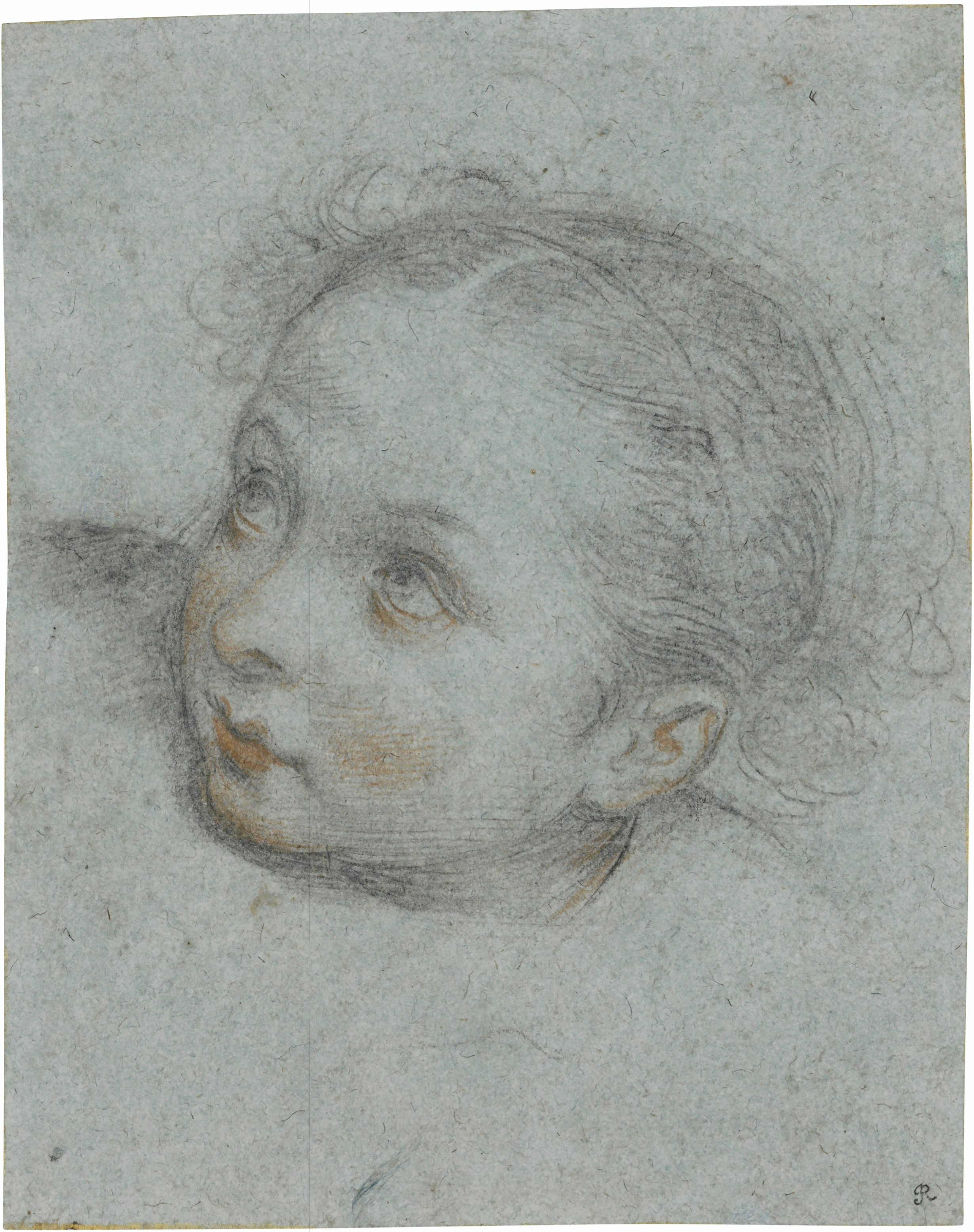
Голова девочки. Между 1560 и 1619. Голубая бумага, уголь, сангина. Частное собрание
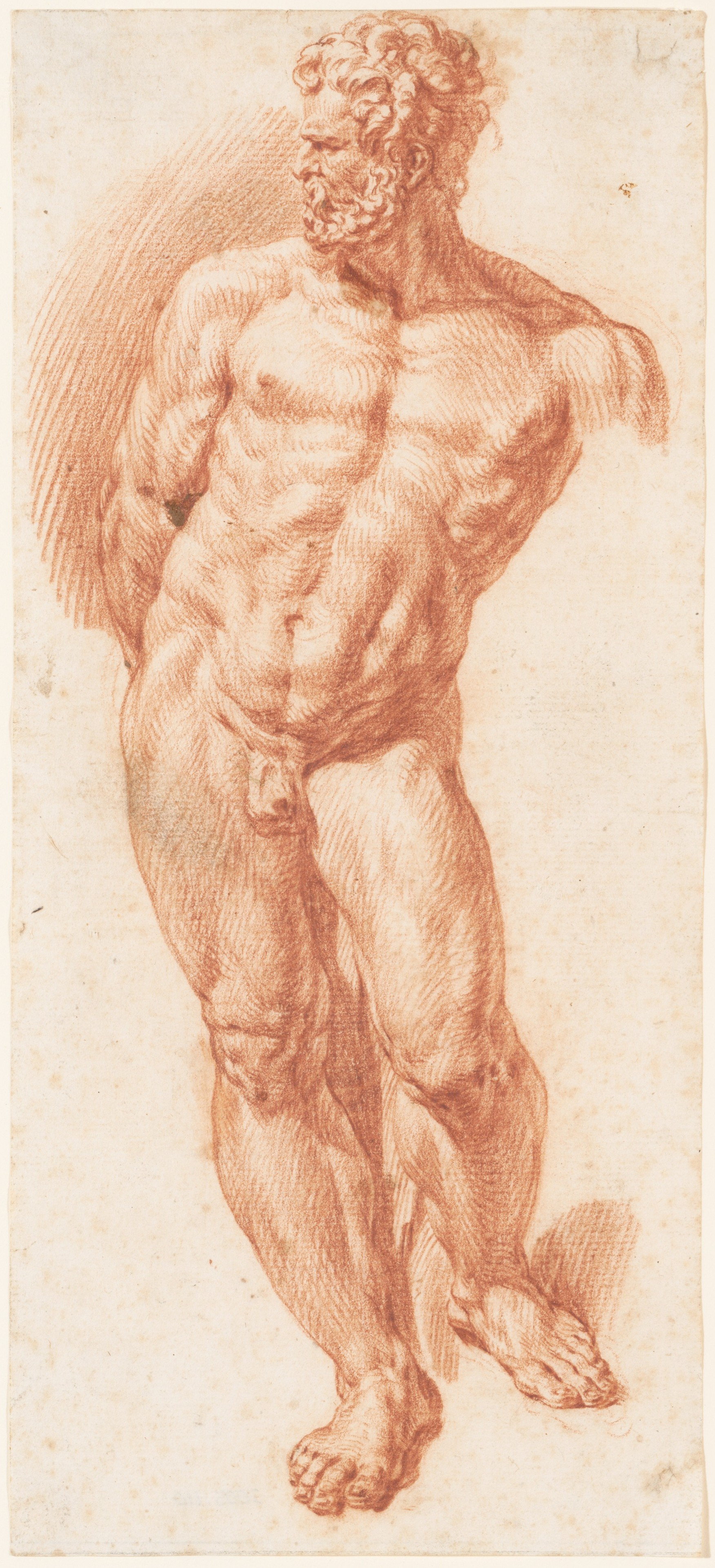
Мужская фигура. 1600-е гг. Бумага, сангина. Метрополитен-музей, Нью-Йорк
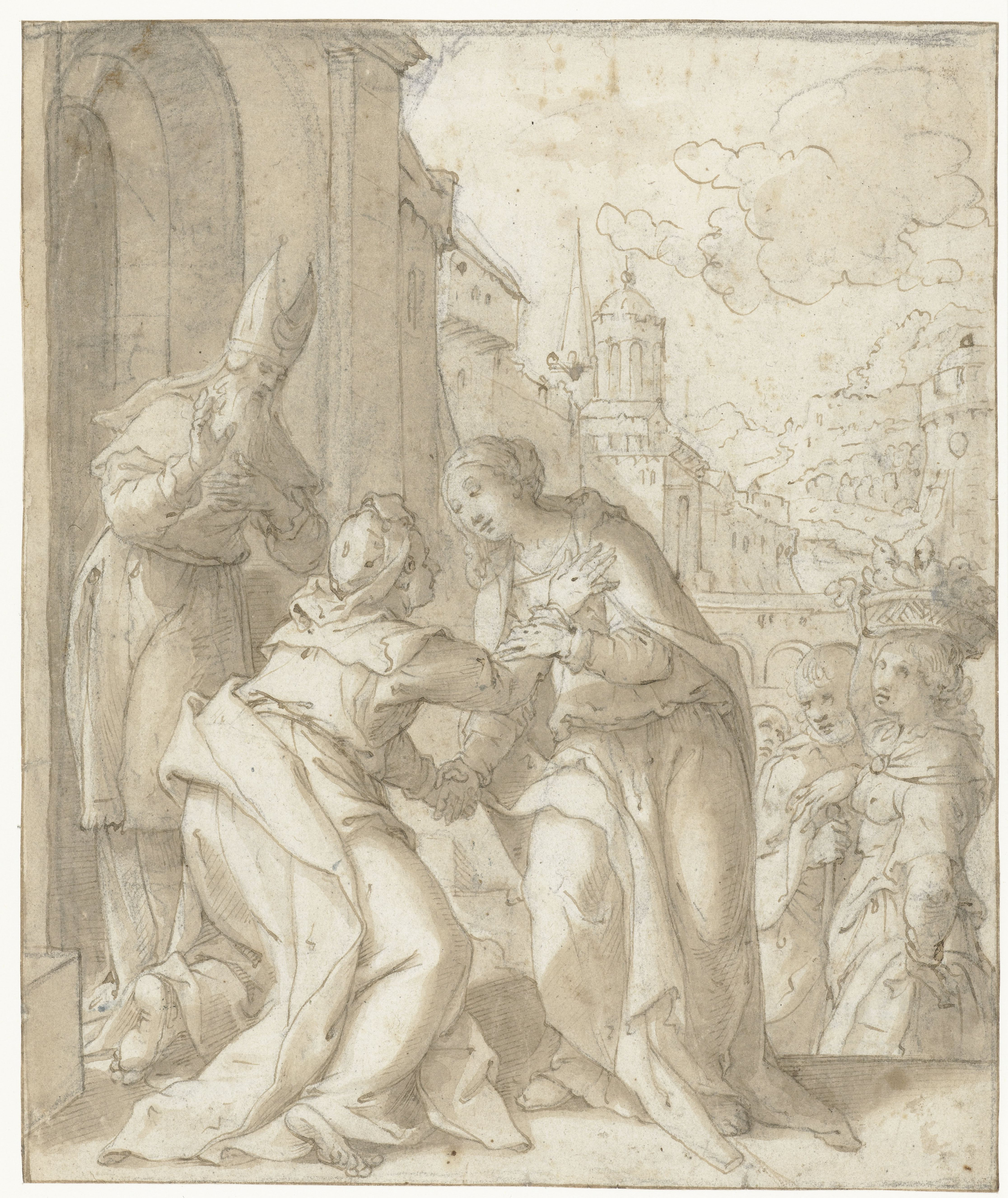
Встреча Марии и Елисаветы. 1585—1595. Бумага, перо, кисть, тушь. Рийксмюсеум, Амстердам
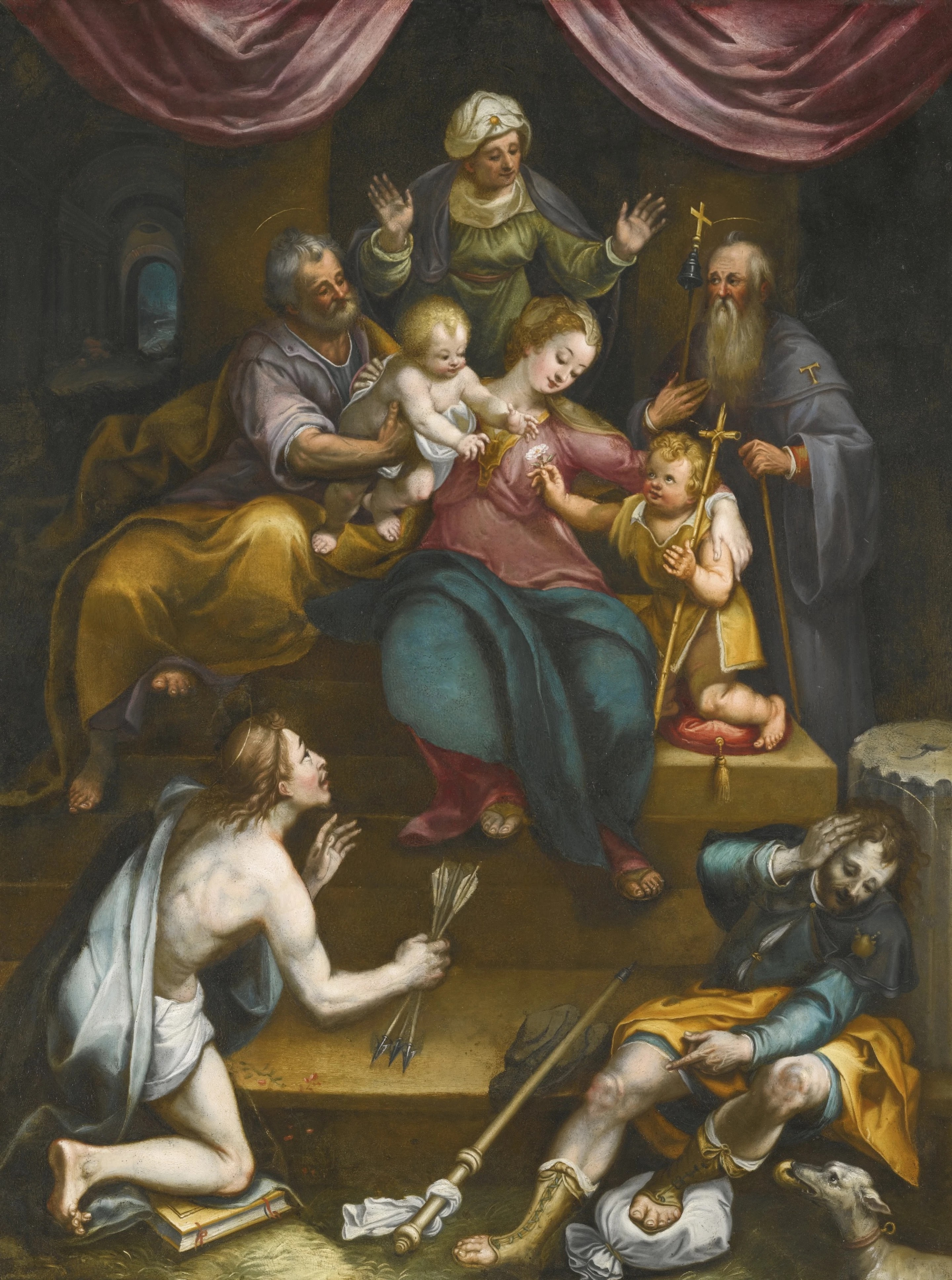
Святое семейство с Иоанном Крестителем, Святой Анной и святыми. Медь, масло. Частное собрание
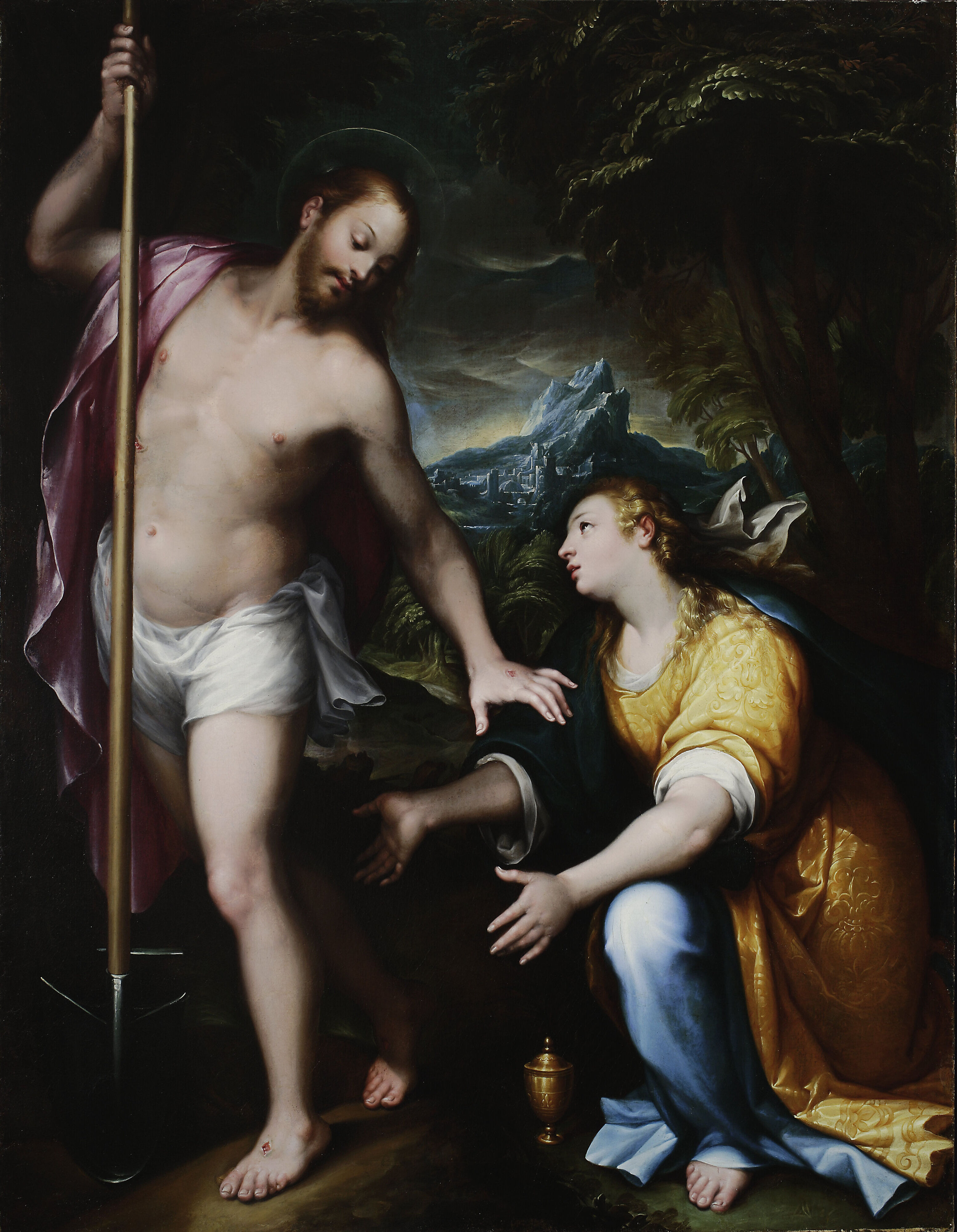
Не тронь Меня (“Noli me tangere”). Холст, масло. Национальный музей, Варшава
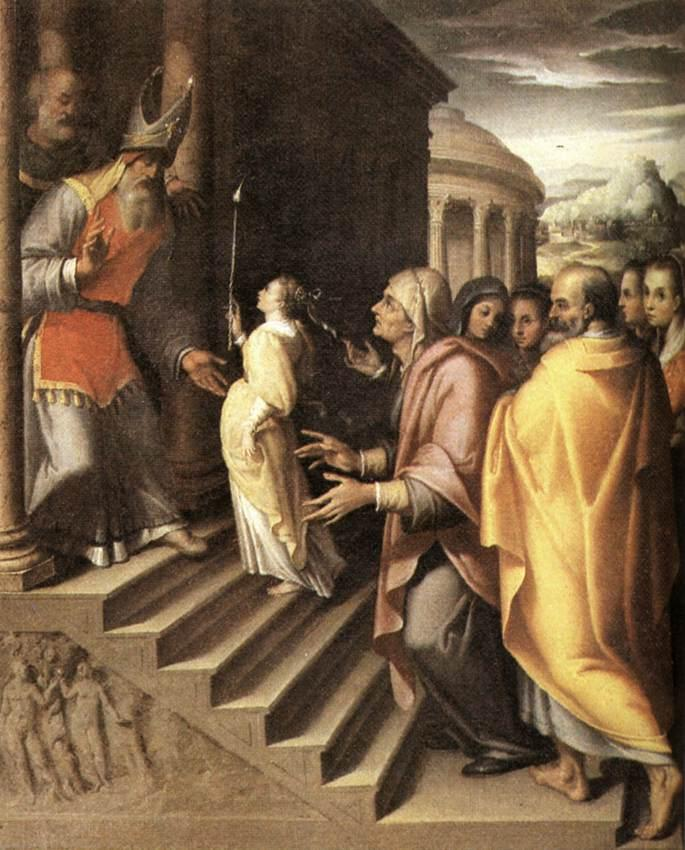
Представление Марии в храме. Холст, масло. Национальная пинакотека, Болонья
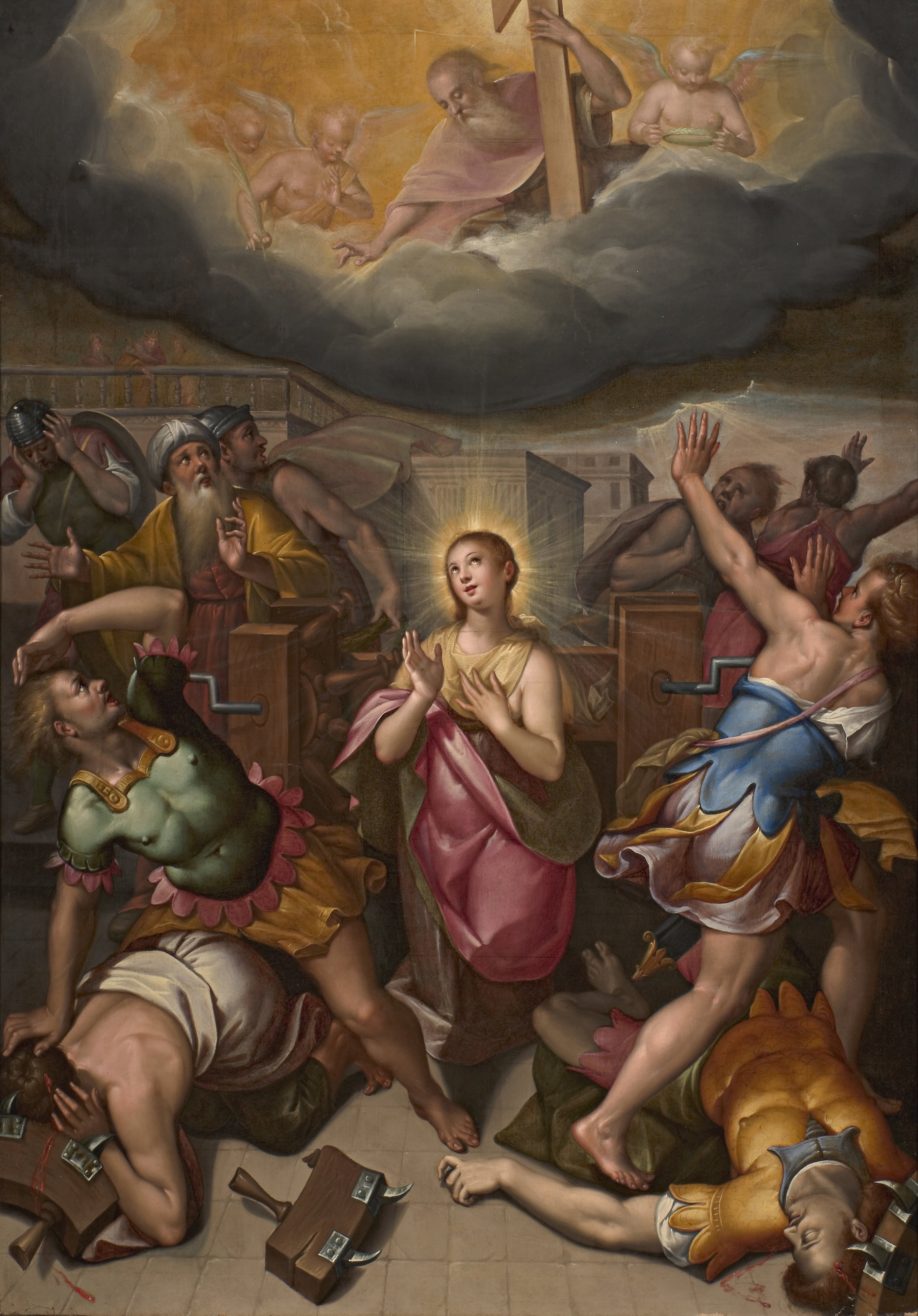
Видение Святой Марии Александрийской. 1595—1605. Холст, масло. Фонд сберегательного банка Чезены
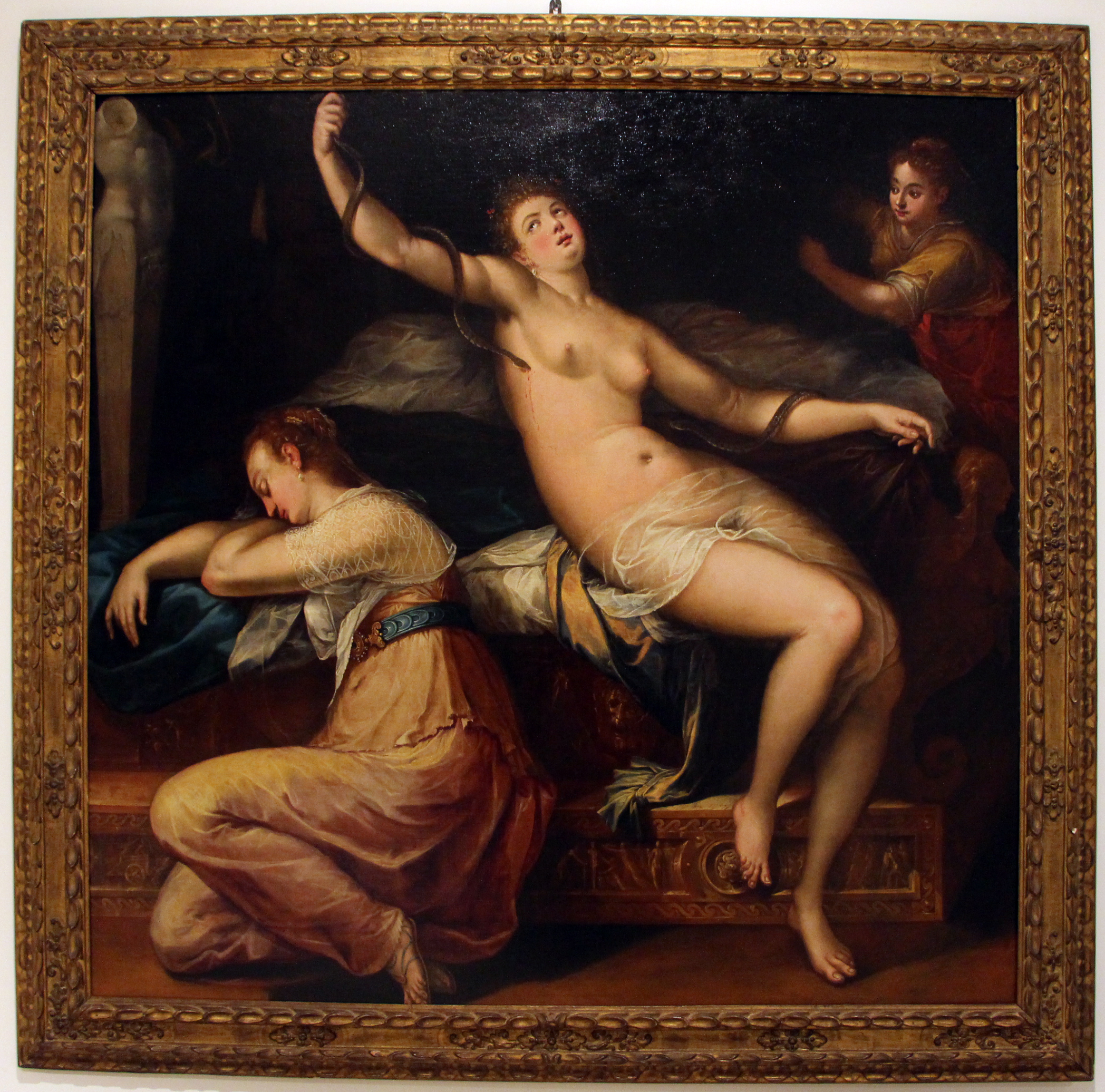
Смерть Клеопатры. Холст, масло. Фонд Карисбо